# Guds kärlek har ej gräns
Guds kärlek har ej gräns är en sång med text av John Appelberg från 1903. Musikens ursprung är okänt.

## Publicerad i
- Frälsningsarméns sångbok 1929 som nr 255 under rubriken "Jubel, erfarenhet och vittnesbörd".
- Frälsningsarméns sångbok 1968 som nr 287 under rubriken "Det Kristna Livet – Jubel och tacksägelse".
- Frälsningsarméns sångbok 1990 som nr 487 under rubriken "Lovsång, tillbedjan och tacksägelse".
- Frälsningsarméns Sångboken (1998) som nr 35.